# 朱珮
朱珮（1483年—？），字鳴朝，雲南大理衛軍籍，直隸吳縣人，明朝政治人物。

## 生平
雲貴鄉試第十八名舉人。正德十六年（1521年）中式辛巳科會試第五十四名，登第三甲第一名進士。授大理寺评事，歷官贵州按察司佥事，嘉靖九年（1530年）九月升湖广副使，遷廣東布政司右參政，十六年七月升陕西按察使，未任，十七年七月乞致仕。

## 家族
曾祖朱光遠；祖父朱昌；父朱富，曾任義官。母錢氏。永感下。兄朱環（舉人）。